# Melitturga
Melitturga is een geslacht van vliesvleugelige insecten uit de familie Andrenidae

## Soorten
- M. albescens Pérez, 1895
- M. barbarae Eardley, 1991
- M. capensis Brauns, 1912
- M. caucasica Morawitz, 1878
- M. caudata Pérez, 1879
- M. clavicornis (Latreille, 1808)
- M. flavomarginata Patiny, 2000
- M. krausi Schwarz, 2003
- M. mongolica Alfken, 1936
- M. oraniensis Lepeletier, 1841
- M. penrithorum Eardley, 1991
- M. pictipes Morawitz, 1892
- M. praestans Giraud, 1861
- M. rubricata Morice, 1916
- M. spinosa Morawitz, 1892
- M. syriaca Friese, 1899
- M. taurica Friese, 1922